# Ger (Pyrénées-Atlantiques)
Ger ist eine französische Gemeinde mit 2.118 Einwohnern (Stand: 1. Januar 2022) im Département Pyrénées-Atlantiques in der Region Nouvelle-Aquitaine. Sie gehört zum Arrondissement Pau und ist Teil des Kantons Vallées de l’Ousse et du Lagoin (bis 2015: Kanton Pontacq).

## Geografie
Ger liegt auf der gleichnamigen Hochebene an der Grenze zum Département Hautes-Pyrénées am Fuß der Pyrenäen. Durch Ger fließen der Gabas, der Lis, die Luzerte (auch Barmale genannt) und die Géline. Umgeben wird Ger von den Gemeinden Aast und Ponson-Dessus im Norden, Oroix im Nordosten, Ibos im Osten, Azereix im Südosten, Ossun im Süden, Pontacq im Süden und Südwesten, Luquet im Westen sowie Gardères im Nordwesten.
Durch die Gemeinde führen die frühere Route nationale 117 (heutige D817) und die Autoroute A64.

## Bevölkerungsentwicklung
| 1962                      | 1968 | 1975 | 1982 | 1990 | 1999 | 2006 | 2012 |
| ------------------------- | ---- | ---- | ---- | ---- | ---- | ---- | ---- |
| 991                       | 1016 | 1135 | 1366 | 1482 | 1648 | 2013 | 1933 |
| Quelle: Cassini und INSEE |      |      |      |      |      |      |      |

## Sehenswürdigkeiten
- Menhir von Ger nordöstlich von Ger
- Kirche Saint-Pierre, auf den Fundamenten des alten Schlosses von Ger errichtet

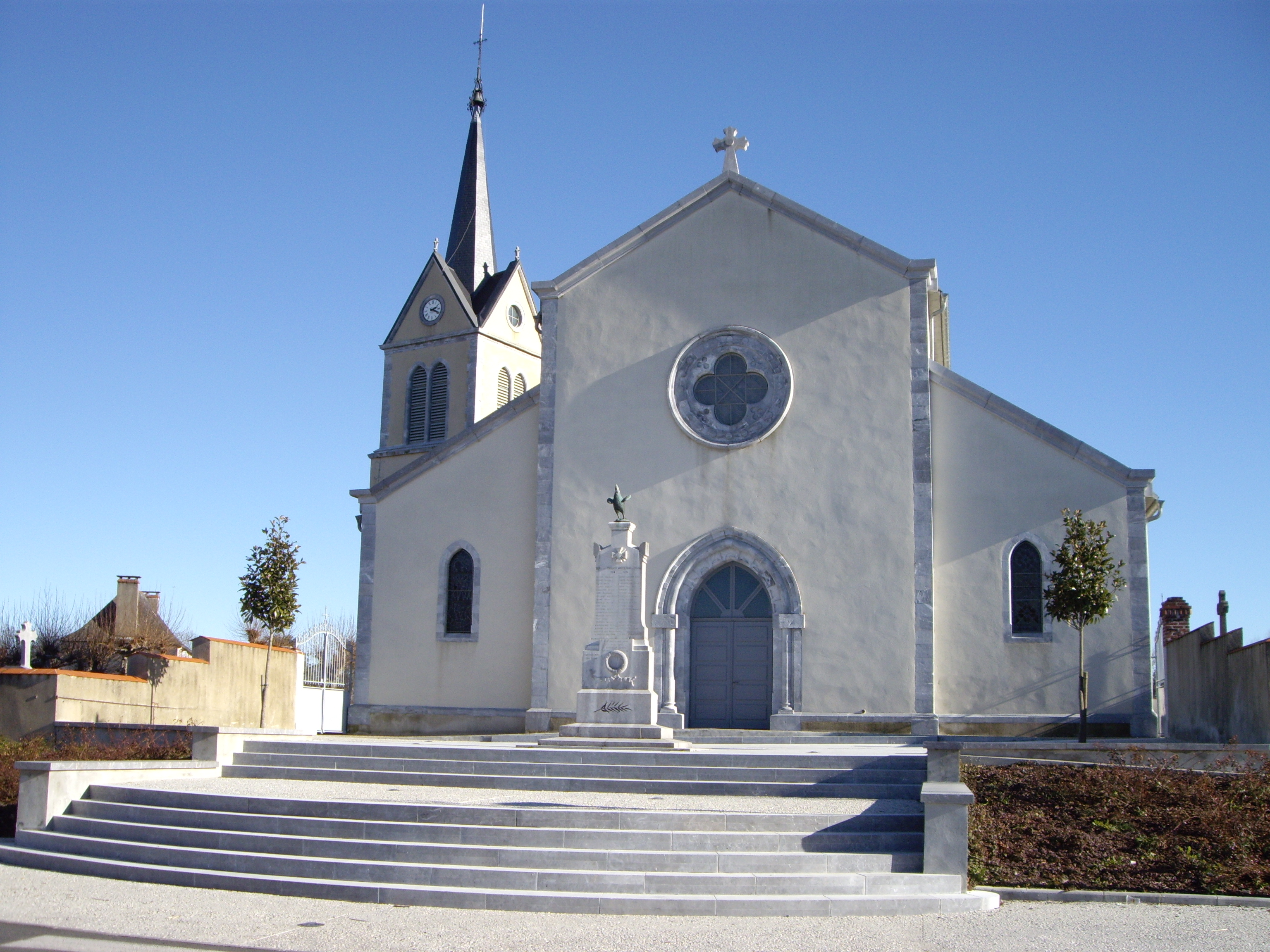
Kirche Saint-Pierre